# Platynocheilus aeneus
Platynocheilus aeneus is een vliesvleugelig insect uit de familie Tetracampidae. De wetenschappelijke naam is voor het eerst geldig gepubliceerd in 1993 door Zdeněk Bouček.